# Paleoparadoxia
Genre
Espèces de rang inférieur
- † Paleoparadoxia tabatai Tokunaga, 1939, espèce type[2],[3]
- † Paleoparadoxia media Inuzuka, 2005

Paleoparadoxia (« l'ancien paradoxe ») est un genre fossile de mammifères placentaires, herbivores et aquatiques appartenant à l'ordre des Desmostylia. Ses fossiles montrent qu'il a vécu sur la côte nord du Pacifique (Japon, Californie) durant une partie du Miocène, du Langhien au Tortonien, soit il y a environ entre 15,98 à 7,246 millions d'années .

## Description
On pense que Paleoparadoxia se nourrissait principalement d'algues et d'herbes marines. Les mâchoires et l'angle des dents ressemblent à un godet d’excavatrice. Son corps volumineux était bien adapté à la nage et à la recherche de nourriture sous l'eau. À l'origine interprété comme amphibie, Paleoparadoxia est maintenant considérée comme un mammifère entièrement marin comme ses parents actuels, les siréniens, qui passent la majeure partie de leur vie à marcher sur le fond de la mer comme des hippopotames marins, mais ne sont pas adaptés à la plongée profonde ni à la sortie en pleine mer.

## Classification
Tokunaga a décrit l'espèce Cornwallius tabatai en 1939 et Reinhart l'a transférée en 1959 au genre Paleoparadoxia. 
Selon le site Web Paleobiology Database (en décembre 2020) deux espèces éteintes sont incluses dans le genre: 
- Paleoparadoxia media (Inuzuka 2005)
- Paleoparadoxia tabatai (Tokunaga 1939)